# Фаняно
Фаняно или Ками (на испански: Lago Fagnsno, Lago Cami) е сладководно езеро на остров Огнена земя, разположено в Аржентина (провинция Огнена земя и Чили (област Магалянес и Чилийска Антарктика). Площ 645 km² (606 km² в Аржентина, 39 km² в Чили), дължина от запад на изток 98 km (72,5 km в Аржентина, 13,5 km в Чили), ширина до 6 km, обем 46,8 km³, максимална дълбочина 206 m.
Езерото е част от разлома Магалянес-Фаняно и е с тектонско-ледников произход. Разположено е между планинските хребети Сиера Бавуар (1036 m) на север и Сиера Оливия (1400 m) на юг. Бреговата му линия е с дължина 194 km. Южният му бряг е стръмен и висок, а северния предимно плосък и платовиден. Водосборният му басейн заема площ от 3481 km². В него се вливат множество малки реки и потоци, като най-голяма е Рио Клара (влива се от север). От западния му ъгъл (на чилийска територия) изтича река Асопардо (11 km), която се влива във фиорда Алмирантасхо на Тихия океан. На източния му край е разположено малкото градче Толуин.
Езерото е наименувано Фаняно в чест на своя откривател, италианският изследовател на остров Огнена земя Джузепе Фаняно (1844 – 1916), който го открива и пръв изследва и картографира през 1886 т.